# 维莱洛皮塔勒
维莱洛皮塔勒（法語：Villers-l'Hôpital，法語發音：[vilɛʁ lopital]）是法国上法蘭西大區加来海峡省的一个市镇，属于阿拉斯区。

## 地理
维莱洛皮塔勒（50°13'41"N, 2°12'47"E）面积8.4 平方千米，位于法国上法蘭西大區加来海峡省，该省份为法国北部沿海省份，西北濒北海，南至索姆省，东临北部省。
与维莱洛皮塔勒接壤的市镇（或旧市镇、城区）包括：阿图瓦地区福尔泰勒、博尼耶尔、讷莱索克西、博瓦尔瓦旺、欧蒂河畔弗罗昂。

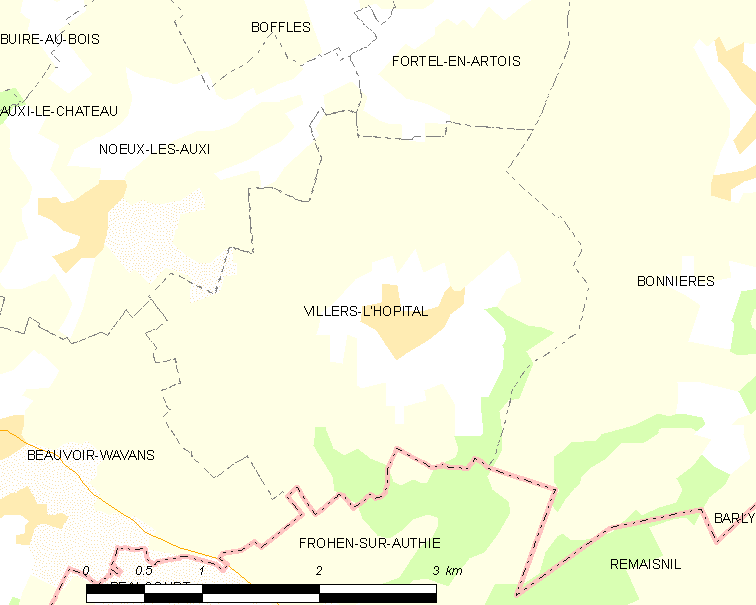
维莱洛皮塔勒的OSM定位图

维莱洛皮塔勒的时区为UTC+01:00、UTC+02:00（夏令时）。

## 行政
维莱洛皮塔勒的邮政编码为62390，INSEE市镇编码为62859。

## 政治
维莱洛皮塔勒所属的省级选区为欧克西堡县。

## 人口

1962-2008年间维莱洛皮塔勒人口变化图示

维莱洛皮塔勒于2022年1月1日时的人口数量为257人。